# 柚木太淳

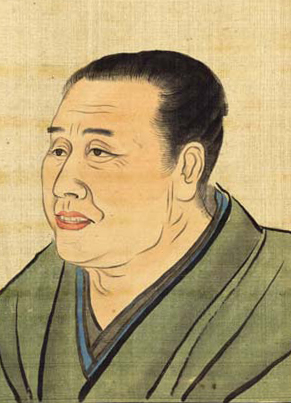
柚木太淳

柚木 太淳（ゆのき たいじゅん、1762年（宝暦12年）- 1803年4月9日（享和3年2月18日））は、江戸時代中期から後期の医師である。字は堯民（仲素とも）、号は鶴橋。

## 経歴・人物
法眼だった柚木太玄の長男として近江に生まれる。家は眼科医であり、代々その医師として活動していた。その代を継ぐために江村北海の門人となり、経書を学ぶ。後に荻野元凱及び賀川玄悦の孫であった賀川蘭斎から内科学や産婦人科学等の医学も学んだ。
これによって、1797年（寛政9年）に江戸幕府の許可を受諾した事により、京都に所在する刑場で刑死した男性の死体の解剖に携わる。主に眼の解剖を担当し、その解剖した調査結果を執筆し刊行する。また後に解剖する際の人数や注意事項等を詳細に説明されている著書も刊行し貴重な史料として現在も残されている。

## 主な著作物
- 『解体瑣言』
- 『眼科精義』